# Marina läroverket
Marina läroverket är en fristående gymnasieskola i Stocksunds hamn, en mil norr om Stockholm city. Skolan följer genomgående det marina temat, och erbjuder fyra program: naturbruksprogrammet med inriktning marinbiologi, fordonsprogrammet med inriktning marinteknik, samhällsprogrammet vilket har inriktning på ledarskap och kommunikation, samt Ekonomiprogrammet med inriktning företagsamhet och entreprenörskap.
Det finns även en KY-utbildning för vuxna som heter Skärgårdskapten. Det finns egentligen ingen titel som heter skärgårdskapten, utan det är bara ett namn på utbildningen som i första hand fokuserar på svensk skärgårdstrafik. Utbildningen är på 2 år och när man är klar med utbildningen är man fartygsbefäl klass VII och maskinbefäl klass VIII. I utbildningen ingår det två arbetsplatsbaserade praktikperioder som ger 12 månaders sjötid. Utbildningen sker i samarbete med Sjöfartshögskolan i Kalmar.
Marina Läroverket ägs och drivs av företaget Klart Skepp Marinteknik AB, vilket äger ett antal fartyg, främst seglingsfartyget Älva, som nästan hela året är ute på världshaven med någon av skolans tolv gymnasieklasser mönstrad som besättning.
Skolan äger båtarna Viksten, Petsamo, Älva, och ett antal småbåtar samt taxibåten Tranholmen. Skolans lokaler ligger huvudsakligen i gamla Djursholmsbanans elverk som uppfördes 1893 för Djursholmsbanan efter ritningar av arkitekt Sigge Cronstedt.